# 시그드리파가 말하기를

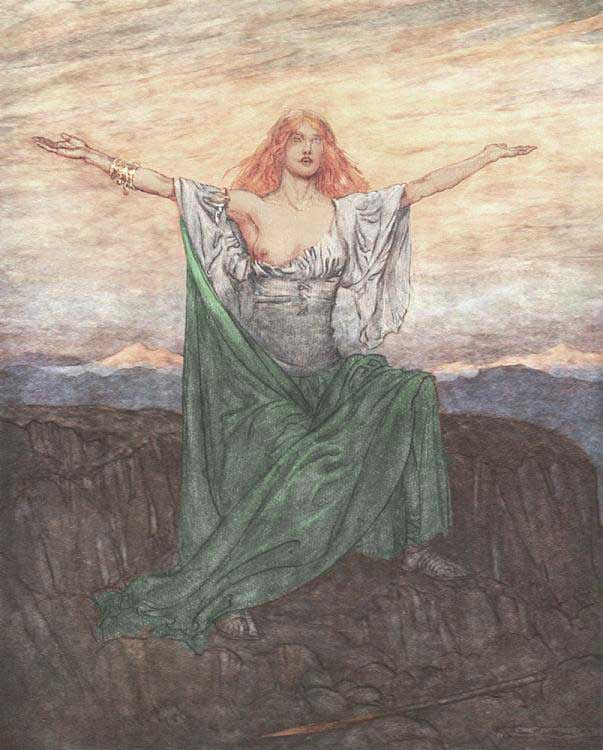
시구르드를 맞는 브륀힐드.

〈시그드리파가 말하기를〉(고대 노르드어: Sigrdrífumál 시그드리푸말)은 《왕의 서》에 수록된 특정 고 에다를 가리키는 관습적인 말이다. 시그드리파(고대 노르드어: Sigrdrífa)는 발키리 브륀힐드의 이명이며, "승리를 불러오는 자"라는 뜻이다.
〈파프니르가 말하기를〉이 끝나고 나서 아무런 설명도 없이 갑자기 시작되며, 시구르드가 브륀힐드를 만나게 되는 이야기를 다루고 있다. 여기서 브륀힐드는 "시그드리파"라고 일컬어진다. 시그드리파가 시구르드에게 전해주는 룬 마법과 지혜로운 잠언들이 실려 있다.
서사시의 마지막 부분은 소실되어 있으며 이를 "그레이트 라쿠나"(대누락)라고 부른다. 여기서 소실되어 볼 수 없는 내용은 《뵐숭 그 일족의 사가》 등에서 확인할 수 있다.